# Laphria meridionalis
Laphria meridionalis là một loài ruồi trong họ Asilidae. Laphria meridionalis được Mulsant & Revelière miêu tả năm 1859. Loài này phân bố ở vùng Cổ Bắc giới.